# A Distant Shore
A Distant Shore es el primer álbum de estudio de la cantante británica Tracey Thorn, publicado a través de Cherry Red Records en 1982. El álbum incluye una versión de «Femme Fatale» de The Velvet Underground & Nico.

## Recepción de la crítica
Michael Ribas, escribiendo para AllMusic, le otorgó una calificación de 4 estrellas y media sobre 5 y comentó que el álbum es “una transición de las destartaladas Marine Girls a los mucho más sofisticados Everything but the Girl”. El añadió: “[el álbum] es un asunto de bajo perfil, simplemente tocado en delicadas guitarras acústicas y eléctricas. El punto focal, por supuesto, es la voz de Tracey”. Dylan J. Montanari declaró que, “incluso 37 años después, parece que podría haberse lanzado este año”.

## Rendimiento comercial
Grabado por solo £138, el álbum alcanzó el número 1 en la lista de álbumes independiente del Reino Unido en 1983. En 2010, recibió una certificación de disco de oro por la Asociación de Compañías Musicales Independientes, que indicaba ventas de al menos 100,000 copias en toda Europa.

## Lista de canciones
Todas las canciones escritas y compuestas por Tracey Thorn, excepto «Femme Fatale», escrita por Lou Reed.
Lado uno
1. «Small Town Girl» – 3:55
2. «Simply Couldn't Care» – 2:46
3. «Seascape» – 2:36
4. «Femme Fatale» – 2:39

Lado dos
1. «Dreamy» – 2:54
2. «Plain Sailing» – 2:05
3. «New Opened Eyes» – 2:56
4. «Too Happy» – 3:10

## Créditos y personal
Créditos adaptados desde las notas de álbum.
- Tracey Thorn – voz principal, guitarra acústica y eléctrica
- Pat Bermingham – estudio de grabación

Diseño
- Jane Fox – diseño de portada
- Richard Stilwell – tipografía

## Certificaciones y ventas
| País              | Certificación | Ventas |
| ----------------- | ------------- | ------ |
| Reino Unido (BPI) | Plata         | 60,000 |